# Уэллс, Келли
Келли Уэллс — американская легкоатлетка, которая специализируется в беге на 100 метров с барьерами. На олимпийских играх 2012 года выиграла бронзовую медаль с результатом 12,48. На Олимпиаду 2012 года отобралась после того, как заняла 2-е место на чемпионате США 2012 года. Чемпионка США 2011 года в беге на 60 метров с барьерами в помещении и 100 метров с/б на открытом воздухе.
На чемпионате мира 2011 года в финальном забеге неудачно преодолела шестой барьер, в результате чего далее начала терять равновесие, снесла седьмой барьер и упала.
В настоящее время проживает в Орландо, штат Флорида.

## Достижения
Бриллиантовая лига
- 2011:  Qatar Athletic Super Grand Prix - 12,58
- 2012:  London Grand Prix - 12,57